# Georges Ancey
Georges Ancey (pseudonimo di Georges-Marie-Edmond Mathevon de Curnieu; Parigi, 9 dicembre 1860 – 1917) è stato un drammaturgo e scrittore francese.
Sufficientemente ricco da non aspettarsi ritorni economici dal teatro e da non temere di dispiacere al pubblico, nei suoi testi denunciò i meccanismi sociali della sua epoca, detta «Belle époque», che si basava, secondo lui, sulla speculazione finanziaria e la svalutazione dei sentimenti più autentici.
André Antoine, fondatore del Théâtre-Libre, s'interessò vivamente ai suoi testi, che fece rappresentare di frequente sia in Francia che all'estero, fino in Sudamerica. Autore naturalista, il suo testo teatrale Monsieur Lamblin fu anche ripreso dal Grand Guignol.
Questo tipo di teatro, mettendo in scena pochi personaggi, ma fortemente individualizzati, che si affrontano spesso violentemente, permette interessanti performance da parte degli attori.

## Opere
- Monsieur Lamblin (1888)
- Les Inséparables (1889)
- L'École des veufs (1889)
- La Dupe (1891)
- Ces Messieurs (1902)
- Athènes, couronnée de violettes (1908)